# 33.º governo republicano (Portugal)
O 33.º governo da Primeira República Portuguesa nomeado a 5 de novembro de 1921 e exonerado a 16 de dezembro de 1921, foi liderado por Carlos Maia Pinto. Ficou conhecido como Governo Outubrista.
A sua constituição era a seguinte:
| Cargo                               | Detentor | Detentor                                                  | Período                                         |
| ----------------------------------- | -------- | --------------------------------------------------------- | ----------------------------------------------- |
| Presidente do Ministério            |          | Carlos Maia Pinto (1866–1932)                             | 5 de novembro de 1921 a 16 de dezembro de 1921  |
| Ministro do Interior                |          | Carlos Maia Pinto (1866–1932)                             | 5 de novembro de 1921 a 16 de dezembro de 1921  |
| Ministro da Justiça e dos Cultos    |          | Vasco Guedes de Vasconcelos (1880–1960)                   | 5 de novembro de 1921 a 16 de dezembro de 1921  |
| Ministro das Finanças               |          | Francisco Trancoso (1876–1953)                            | 5 de novembro de 1921 a 16 de dezembro de 1921  |
| Ministro da Guerra                  |          | Carlos Maia Pinto (interino) (1866–1932)                  | 5 de novembro de 1921 a 14 de novembro de 1921  |
| Ministro da Guerra                  |          | João Pinto de Magalhães (1858–1939)                       | 14 de novembro de 1921 a 16 de dezembro de 1921 |
| Ministro da Marinha                 |          | João Manuel de Carvalho (1866–1946)                       | 5 de novembro de 1921 a 16 de dezembro de 1921  |
| Ministro dos Negócios Estrangeiros  |          | Alberto da Veiga Simões (1888–1954)                       | 5 de novembro de 1921 a 16 de dezembro de 1921  |
| Ministro do Comércio e Comunicações |          | Vasco Borges (1882–1942)                                  | 5 de novembro de 1921 a 16 de dezembro de 1921  |
| Ministro das Colónias               |          | Tomás Fernandes (1883–1967)                               | 5 de novembro de 1921 a 16 de dezembro de 1921  |
| Ministro da Instrução Pública       |          | Francisco Alberto da Costa Cabral (1880–1946)             | 5 de novembro de 1921 a 16 de dezembro de 1921  |
| Ministro do Trabalho                |          | António Alberto Torres Garcia (não empossado) (1889–1937) | 5 de novembro de 1921 a 5 de novembro de 1921   |
| Ministro do Trabalho                |          | Francisco Trancoso (interino) (1876–1953)                 | 5 de novembro de 1921 a 16 de dezembro de 1921  |
| Ministro da Agricultura             |          | Antão de Carvalho (1871–1948)                             | 5 de novembro de 1921 a 16 de dezembro de 1921  |